# Wybory parlamentarne w Rumunii w 2008 roku
Wybory parlamentarne w Rumunii w 2008 roku odbyły się 30 listopada 2008. W ich wyniku zostało wybranych 334 posłów do Izby Deputowanych oraz 137 członków Senatu. Po raz pierwszy w wyborach zastosowano system mieszany – kandydatów wybierano z list partyjnych oraz w okręgach jednomandatowych. Frekwencja wyniosła 39,2%.

## Kampania wyborcza i sytuacja powyborcza
Kampanię wyborczą zdominowały kwestie związane z kryzysem finansowym. Swoją produkcję wstrzymały m.in. Renault-Dacia oraz ArcelorMittal, w związku z czym pojawiły się obawy przed masowymi zwolnieniami. Ponadto rząd zablokował wypłatę podwyżek dla nauczycieli. Panujące nastroje próbowała wykorzystać przede wszystkim postkomunistyczna PSD i jej lider Mircea Geoană, który obiecał m.in. podwyżkę podatków dla bogatych, wypłatę 20 tys. euro dla każdego powracającego emigranta oraz podniesienie płacy minimalnej, oskarżając jednocześnie rządzącą PNL o brak reakcji na kryzys.
Sondaż przedwyborczy z 28 listopada 2008 wskazywał na zbliżone poparcie dla PSD i PDL (32% i 31%), a także na trzecie miejsce dla PNL (21%). Wyniki wyborów okazały się zbliżone. PDL i PSD podpisały porozumienie koalicyjne, w wyniku czego po raz pierwszy od 12 lat w tworzeniu rządu nie uczestniczył Demokratyczny Związek Węgrów w Rumunii.

## Wyniki wyborów

### Izba Deputowanych
| Lista wyborcza                                                | Głosy     | %    | Mandaty       |
| ------------------------------------------------------------- | --------- | ---- | ------------- |
| Sojusz PSD+PC Partia Socjaldemokratyczna Partia Konserwatywna | 2 279 449 | 33,1 | 114 (110) (4) |
| Partia Demokratyczno-Liberalna                                | 2 228 860 | 32,4 | 115           |
| Partia Narodowo-Liberalna                                     | 1 279 063 | 18,6 | 65            |
| Demokratyczny Związek Węgrów w Rumunii                        | 425 008   | 6,2  | 22            |
| Partia Wielkiej Rumunii                                       | 217 595   | 3,2  | 0             |
| Partia Nowej Generacji                                        | 156 901   | 2,3  | 0             |
| Ugrupowania mniejszości narodowych                            |           |      | 18            |
| Razem                                                         |           |      | 334           |

### Senat
| Lista wyborcza                         | Głosy     | %    | Mandaty |
| -------------------------------------- | --------- | ---- | ------- |
| Sojusz PSD+PC                          | 2 352 968 | 34,2 | 49      |
| Partia Demokratyczno-Liberalna         | 2 312 358 | 33,6 | 51      |
| Partia Narodowo-Liberalna              | 1 291 029 | 18,7 | 28      |
| Demokratyczny Związek Węgrów w Rumunii | 440 449   | 6,4  | 9       |
| Partia Wielkiej Rumunii                | 245 930   | 3,6  | 0       |
| Partia Nowej Generacji                 | 174 519   | 2,5  | 0       |
| Razem                                  |           |      | 140     |